# Mark Ronson
Mark Daniel Ronson (sinh ngày 4 tháng 9 năm 1975) là một nhạc sĩ, DJ, ca sĩ, và nhà sản xuất thu âm người Anh từng đoạt giải Grammy. Anh đã sản xuất nhiều album đa đĩa bạch kim cũng như thắng giải Grammy cho các ca sĩ như: Amy Winehouse, Adele và Bruno Mars.
Album đầu tay của Ronson Here Comes the Fuzz (2003) thất bại trên các bảng xếp hạng, trong khi album thứ hai Version, đạt vị trí thứ hai trong bảng xếp hạng album tại Anh, và có ba đĩa đơn top 10 tại đây. Thành công này đã giúp anh giành một giải Brit Awards cho Nghệ sĩ solo Anh quốc xuất sắc nhất. Album phòng thu thứ ba, Record Collection, phát hành vào ngày 27 tháng 9 năm 2010, đạt vị trí thứ hai tại Anh.
Trong năm 2014, Ronson đạt được đĩa đơn quán quân đầu tiên tại Mỹ và Anh cho bài hát siêu hit "Uptown Funk", với sự tham gia góp giọng của Bruno Mars. Năm 2015, bài hát giúp Ronson giành giải Brit Awards cho Đĩa đơn Anh quốc của năm. Album phòng thu thứ tư, Uptown Special, phát hành vào tháng 1 năm 2015, và trở thành album quán quân tại Anh đầu tiên của anh.

## Danh sách đĩa nhạc
Album phòng thu
- Here Comes the Fuzz (2003)
- Version (2007)
- Record Collection (2010)
- Uptown Special (2015)

## Phim ảnh
- Amy (2015)
- GAGA: FIVE FOOT TWO(2017)

## Danh sách sản xuất

### Album
- 1998: Flip Squad Allstars – The Flip Squad Allstar DJs
- 1999: The High & Mighty – Home Field Advantage
- 2001: Nikka Costa – Everybody Got Their Something
- 2002: Jimmy Fallon – The Bathroom Wall
- 2002: Sean Paul – Dutty Rock
- 2002: Saigon – The Best of Saigon a.k.a. The Yardfather Volume 1
- 2003: Mark Ronson – Here Comes the Fuzz
- 2003: Macy Gray – The Trouble with Being Myself
- 2004: Consequence – Take 'Em to the Cleaners
- 2005: Ol' Dirty Bastard – Osirus
- 2005: Terry Sullivan – TheErthMoovsAroundTheSun
- 2005: Teriyaki Boyz – Beef or Chicken
- 2006: Lily Allen – Alright, Still
- 2006: Rhymefest – Blue Collar
- 2006: Christina Aguilera – Back to Basics
- 2006: Amy Winehouse – Back to Black
- 2006: Robbie Williams – Rudebox
- 2006: Ghostface Killah – More Fish
- 2007: Wale – 100 Miles & Running
- 2007: Mark Ronson – Version
- 2008: Rhymefest – Man in the Mirror
- 2008: Adele – 19
- 2008: Estelle – Shine
- 2008: Wale – The Mixtape About Nothing
- 2008: Solange Knowles – Sol-Angel and the Hadley St. Dreams
- 2008: Nas – Untitled
- 2008: Q-Tip – The Renaissance
- 2008: Kaiser Chiefs – Off with Their Heads
- 2009: Foreigner - Can`t Slow Down (album)
- 2009: Wale & 9th Wonder – Back to the Feature
- 2009: Richard Swift – The Atlantic Ocean
- 2009: Wale – Attention Deficit
- 2009: Daniel Merriweather – Love & War
- 2009: The Rumble Strips – Welcome to the Walk Alone
- 2009: ODB – A Son Unique
- 2010: The Like – Release Me
- 2010: Mark Ronson & The Business Intl. – Record Collection
- 2011: Duran Duran – All You Need Is Now
- 2011: Mark Ronson & The Business Intl. – Record Collection 2012
- 2011: Black Lips – Arabia Mountain
- 2012: Lil Wayne – I Am Not a Human Being II
- 2012: Rufus Wainwright – Out of the Game
- 2012: Bruno Mars – Unorthodox Jukebox
- 2013: Paul McCartney – New
- 2015: Mark Ronson – Uptown Special
- 2015: Action Bronson – Mr. Wonderful
- 2015: Lana Del Rey – Honeymoon
- 2016: Lady Gaga - Joanne

### Đĩa đơn
- 1997: Posse-O – "It's Up to You..."
- 1998: Powerule – "Heatin' Up"
- 1998: Powerule – "Rhymes to Bust" / "It's Your Right"
- 2001: Nikka Costa – "Like a Feather"
- 2002: J-Live – "School's In"
- 2003: "Ooh Wee"
- 2004: Daniel Merriweather – "City Rules"
- 2004: Daniel Merriweather – "She's Got Me"
- 2005: Ol' Dirty Bastard – "Dirty Dirty"
- 2005: Rhymefest – "These Days"
- 2005: Rhymefest – "Brand New"
- 2006: Amy Winehouse – "Rehab"
- 2006: Christina Aguilera – "Hurt"
- 2006: Robbie Williams – "Lovelight"
- 2006: Lily Allen – "Littlest Things"
- 2007: Amy Winehouse – "You Know I'm No Good"
- 2007: Robbie Williams – "Bongo Bong and Je Ne T'Aime Plus"
- 2007: Amy Winehouse – "Back to Black"
- 2007: Christina Aguilera – "Slow Down Baby"
- 2007: Candie Payne – "One More Chance"
- 2007: Amy Winehouse – "Love Is a Losing Game"
- 2008: Adele – "Cold Shoulder"
- 2008: Leon Jean-Marie – "Bed of Nails"
- 2008: Kaiser Chiefs – "Never Miss a Beat"
- 2008: Wiley – "Cash in My Pocket"
- 2008: Kaiser Chiefs – "Good Days Bad Days"
- 2009: Daniel Merriweather – "Change"
- 2009: Daniel Merriweather – "Red"
- 2009: Daniel Merriweather – "Impossible"
- 2012: Bruno Mars – "Locked Out of Heaven"
- 2013: Giggs – "(Is It Gangsta?) Yes Yes Yes"
- 2013: Bruno Mars – "Gorilla"
- 2013: Paul McCartney – "New"
- 2014: Mark Ronson hợp tác với Bruno Mars - "Uptown Funk"
- 2015: Action Bronson hợp tác với Chance the Rapper - "Baby Blue"
- 2015: ASAP Rocky hợp tác với Rod Stewart, và Miguel - "Everyday"

## Giải thưởng và đề cử

### Giải Grammy
| Năm  | Người nhận đề cử                      | Giải thưởng                       | Kết quả   |
| ---- | ------------------------------------- | --------------------------------- | --------- |
| 2008 | Bản thân                              | Nhà sản xuất của năm, Bán cổ điển | Đoạt giải |
| 2008 | "Rehab" với Amy Winehouse             | Thu âm của năm                    | Đoạt giải |
| 2008 | Back to Black với Amy Winehouse       | Album giọng pop xuất sắc nhất     | Đoạt giải |
| 2008 | Back to Black với Amy Winehouse       | Album của năm                     | Đề cử     |
| 2013 | "Locked Out of Heaven" với Bruno Mars | Thu âm của năm                    | Đề cử     |